# Armatohaubica samobieżna wz. 1977 Dana
Samobieżna armatohaubica wz. 1977 Dana (czes. 152 mm samohybná kanónová houfnice vz. 77 "Dana") – samobieżna armatohaubica na podwoziu kołowym. Opracowana w byłej Czechosłowacji, w końcu lat siedemdziesiątych. Znajduje się w uzbrojeniu m.in. Czech, Słowacji, Libii, a od 1983 roku również Wojska Polskiego. Jest przeznaczona do niszczenia środków i punktów ogniowych, stanowisk dowodzenia, umocnień polowych itp. głównie ogniem pośrednim, ale też i bezpośrednim.

## Historia
W latach siedemdziesiątych XX wieku w czechosłowackich zakładach Konštrukcie Trenčin w Trenczynie opracowano projekt samobieżnej armatohaubicy kalibru 152 mm na podwoziu kołowym Tatra o układzie jezdnym 8x8. Projekt ten otrzymał kryptonim Dana. Była to pierwsza seryjnie produkowana haubicoarmata samobieżna na opancerzonym podwoziu kołowym na świecie, wyprzedzając południowoafrykańską Denel G6. Stała się także drugą haubicoarmatą ze zautomatyzowanym układem ładowania.
Pierwsze prototypy powstały w 1972 i 1973 roku. Po próbach zakładowych i wojskowych została w maju 1977 roku przyjęta na uzbrojenie armii Czechosłowacji. W 1979 roku przystąpiono do produkcji seryjnej w słowackich zakładach ZTS w Dubnicy nad Wagiem, we współpracy z innymi kooperantami. Podwozia powstawały w filii Tatry w Bánovcach nad Bebravou. Do zakończenia produkcji seryjnej w 1989 roku wyprodukowano 672 działa tego typu.

## Opis konstrukcji
Działo samobieżne Dana jest zbudowane na podwoziu ciągnika kołowego Tatra T-815 VT Kolos o napędzie na wszystkie koła w układzie 8x8. 
Opancerzone nadwozie mieści w przedniej części przedział dowódcy i kierowcy, a nad środkową częścią znajduje się obrotowa wieża. Wieża podzielona jest na dwie części oddzielone armatą – w lewej części wieży mieści się stanowisko celowniczego i pierwszego amunicyjnego, w prawej – stanowisko drugiego amunicyjnego. Z tyłu znajduje się 12-cylindrowy silnik wysokoprężny chłodzony powietrzem Tatra T2-930-34 o mocy 253,7 kW (345 KM). W położeniu bojowym działo stabilizowane jest na trzech podporach hydraulicznych – jednej tylnej i dwóch bocznych.
W przedziale bojowym – wieży umieszczono armatohaubicę kalibru 152 mm z lufą zakończoną hamulcem wylotowym. Zamek jest klinowy, poziomy, otwierany na lewą stronę. Długość lufy wynosi 5580 mm (36,6 kalibrów). Kąt podniesienia lufy wynosi od -4° do + 70°, a kąt ostrzału w płaszczyźnie poziomej 220°. Działo wyposażone jest w zmechanizowany, samoczynny układ zasilania amunicją odłamkowo-burzącą. Charakterystyczny dosyłacz układu zasilania umieszczony jest nad lufą. Zmechanizowany magazyn amunicji mieści 36 pocisków i 30 łusek z ładunkami, a dalsze 24 pociski i 30 łusek przewożone są w pojemnikach. Do strzelania z działa są używane naboje rozdzielnego ładowania m.in. z pociskami odłamkowo-burzącymi, przeciwpancernymi kumulacyjnymi, przeciwbetonowymi, oświetlającymi i dymnymi. Masa pocisku odłamkowo-burzącego wynosi 43,5 kg. Na wieży jest umieszczony przeciwlotniczy karabin maszynowy kalibru 12,7 mm DSzKM wz. 38/46. Szybkostrzelność wynosi do 4 strz./min., a przy ładowaniu ręcznym 2 strz.min.
Działo jest wyposażone w środki łączności, obserwacji i kierowania ogniem oraz w urządzenia ochrony załogi przed promieniowaniem radioaktywnym i pożarem.
Maksymalna donośność przy strzelaniu typowymi granatami wzoru radzieckiego OF-540 wynosi 18,7 km. W latach 80. czeskie firmy opracowały własne granaty odłamkowo-burzące OFd o donośności 20 km, a na początku XXI wieku dalekonośną amunicję OFd Nh/DV o donośności 25 km.

## Użytkownicy
Po uruchomieniu produkcji seryjnej samobieżna armatohaubica Dana została wprowadzona do uzbrojenia wojsk czechosłowackich (410 sztuk), a w 1983 roku 111 egzemplarzy trafiło także do SZ PRL. 126 sztuk wyeksportowano do ZSRR, a około 25-27 do Libii. Obecnie sprzęt ten w Wojsku Polskim znajduje się m.in. na wyposażeniu 11 Mazurskiego Pułku Artylerii, a 5 sztuk było wykorzystywanych w ramach ISAF w PKW Afganistan. Działa zakupiła również Libia. W 2016 roku polskie armatohaubice miały być wyposażone w wojskowy moduł systemu GPS: HGPST-T z modułem SAASM.
W listopadzie 2021 roku Ukraina zamówiła 26 nowych armatohaubic Dana M2 kalibru 152 mm. Podczas inwazji Rosji na Ukrainę pewna liczba haubic Dana została przekazana przez Czechy Ukrainie, ujawniona w maju 2022.
Lista państw posiadających armatohaubice Dana:
Aktualni użytkownicy
- Azerbejdżan - Armia Azerbejdżanu używa nieznanej ilości Dana M1[8].
- Czechy – 273
- Gruzja - Około 24 sztuk zakupiono z Czeskiej Republiki[1].
- Libia – 120
- Polska – 111
- Słowacja – 135
- Ukraina - nieznana liczba

Dawni użytkownicy
- Czechosłowacja - 408. Po rozpadzie Czechosłowacji działa te znalazły się w uzbrojeniu zarówno armii czeskiej, jak i słowackiej.
- ZSRR - 108

## Warianty
- 155 mm armatohaubica samobieżna wz. 2000 Zuzana wersja z 155 mm armatohaubicą standardu NATO z lufą o długości 45 kalibrów. Przyjęta na uzbrojenie armii Słowacji w 1998, miała donośność 39 km[9]. Wyprodukowano 16 dział dla Słowacji i 12 dla Cypru[1].
- Zuzana 2 - zmodyfikowana wersja Zuzany, skonstruowana w 2004. Kaliber 155 mm, długość lufy 52 kalibry, donośność 41,5 km. Wyposażona w komputerowy system kierowania ogniem, zmodernizowano wiele innych elementów. Przeszła próby w armii słowackiej i indyjskiej[9]. W 2018 roku zamówiono 25 armatohaubic, z czego pierwsze egzemplarze dostarczono w 2021 roku[10].
- Dana-T - zmodernizowane w Polsce od 2007 roku działa ze Zautomatyzowanym Zestawem Kierowania Ogniem Topaz firmy WB Electronics i nowymi środkami łączności. Zmodernizowano 85 dział[11][12].
- Dana-M1 CZ - propozycja kompleksowej modernizacji opracowana w 2014 r. przez czeską firmę Excalibur Army, donośność 25,5 km dzięki przystosowaniu do nowej amunicji[1].
- Dana-M – zmodernizowane w Polsce przez WZU SA z wykorzystaniem rozwiązań czeskich działo, z nową kabiną z czterema dużymi oknami pancernymi, turbodoładowanym zmodyfikowanym silnikiem o mocy 360 KM, ulepszonym układem przeniesienia napędu i hydraulicznym oraz instalacją elektryczną, nowymi kołami bezdętkowymi, dodanym pomocniczym agregatem prądotwórczym. Egzemplarz modelowy wykonano dla Wojska Polskiego w 2019[12].

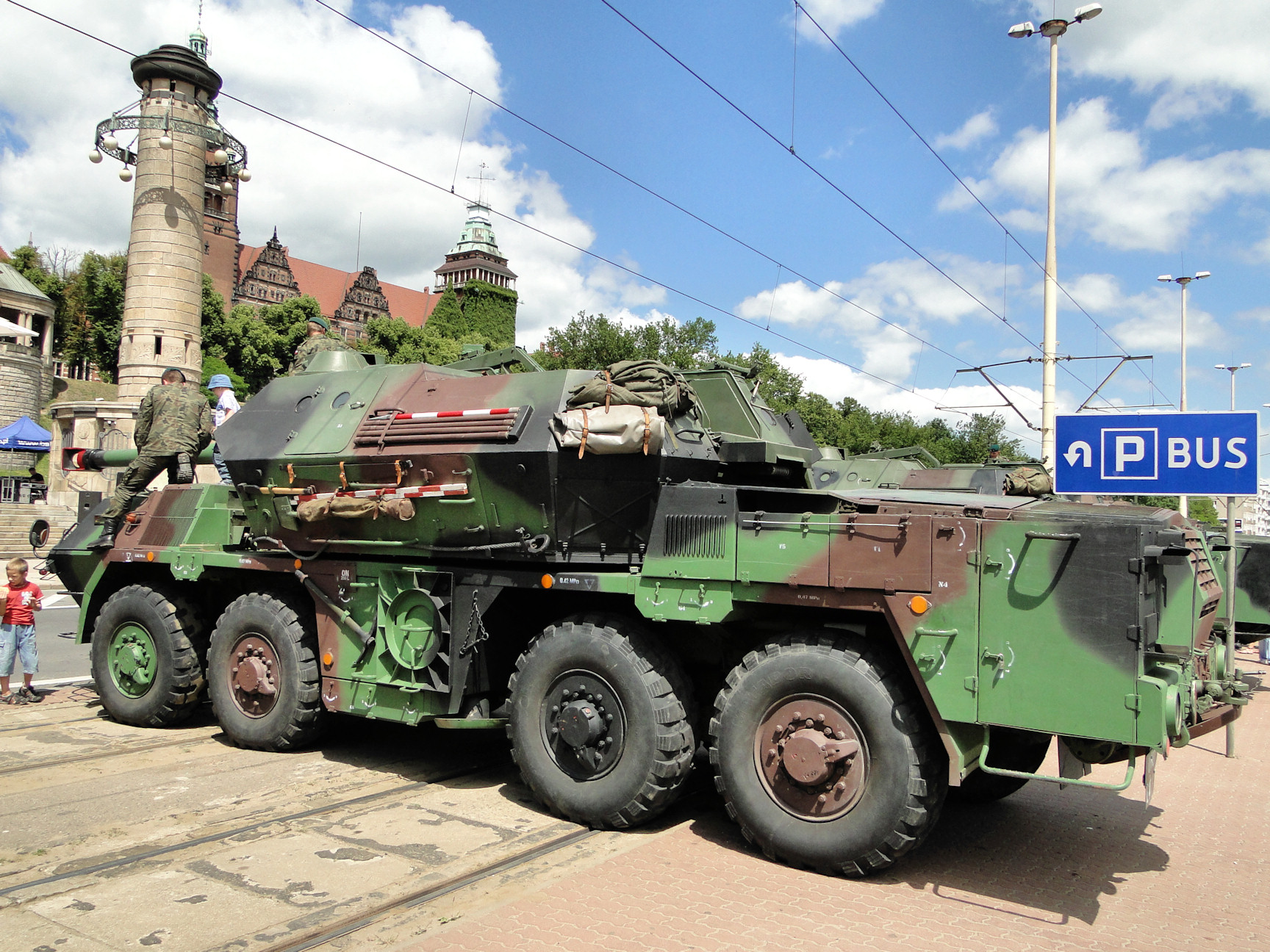
Armatohaubica wz. 1977 używana w SZ RP
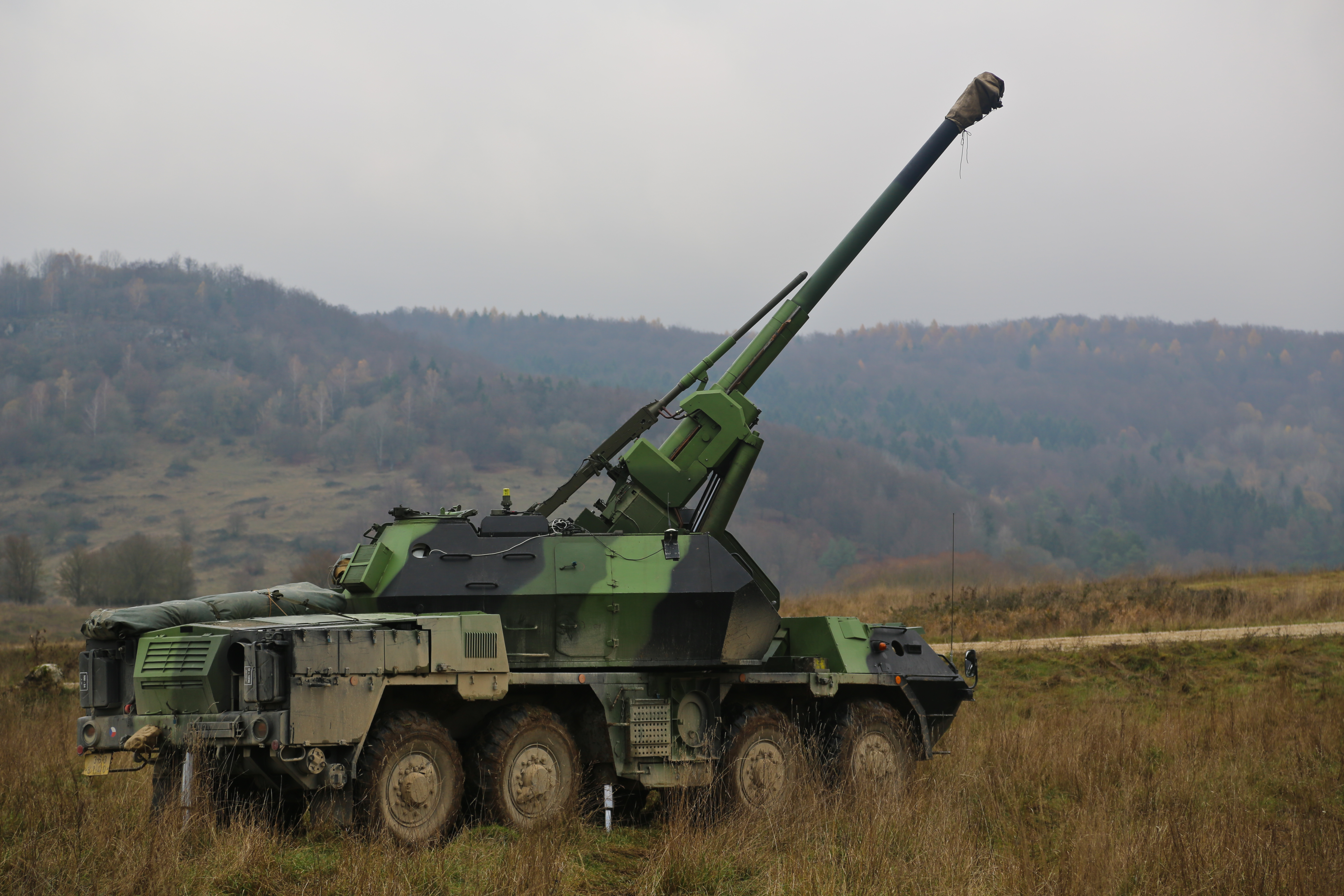
Czeska Dana na stanowisku ogniowym